# توما کورا
توما کورا شهری در شهرستان تانسیلا در استان بانوا در بورکینافاسوی غربی است و جمعیت آن ۱۵۰ نفر است.